# Matt Hoyt
Matt Hoyt (13. října 1975 – 14. srpna 2021) byl americký filmový režisér, restauratér, komik, zpěvák a kytarista.
Ještě v době studií pracoval jako promotér, vybíral a rezervoval kapely, v klubu The Soul Kitchen v El Cajonu. Studoval na Sanfranciské státní univerzitě, kde získal bakalářský titul z angličtiny. Na Sandiegské státní univerzitě získal magisterský titul z filmu. Spolu s Caseyem Butlerem, Ericem Lancasterem a Zackem Wolcottem působil v kapele Papillon. Spolu s bratry Dustinem a Trevorem Boyerovými a Ericem a Bryanem Lancasterovými hrál ve skapunkové kapele Turkey Mallet, která v roce 1996 vydala album Chiaroscuro.
Natočil videoklipy pro kapely Pinback („Sherman“, 2012) a Goblin Cock („Stumped“, 2005). Pro kapelu The Black Heart Procession natočil v roce 2004 sedmdesátiminutový vizuální doprovod k albu Amore del Tropico (2002) nazvaný The Tropics of Love. V roce 2010 byl zastoupen mixed media videoinstalací Antarctic…Huh? na výstavě Here Not There v Muzeu současného umění v San Diegu. K jeho filmu Fake Baby (2012) složil hudbu Dustin Boyer. V San Diegu (ve čtvrti Middletown) provozoval restauraci Starlite. Zemřel v roce 2021 ve věku 45 let na blíže nespecifikovanou formu rakoviny, která mu byla diagnostikována o týden dříve.